# Убийство испанцев
Спаунверьявигин (исл. Spánverjavígin, исп. El asesinato de balleneros vascos — убийство баскских китобоев), известно также как испанские убийства или убийства испанцев — последнее и единственное (если не считать саг) задокументированное массовое убийство в исландской истории. Некоторые участники баскской китобойной экспедиции в Исландию были убиты после конфликта в 1615 году с местными жителями в регионе Вестфирдир.

## Предпосылки
В первой половине XVI века баскские китобои первыми в мире стали добывать китов в промышленных масштабах, в Терра Нове (совр. п-ов Лабрадор). Центром этой индустрии было около десяти портов на южном побережье Лабрадора. В пиковые годы 1560-1570-х гг. баскский китобойный флот составлял около 30 кораблей с общим экипажем до 2000 человек, ежегодно ловивших до 400 китов. К началу XVII века баскский китобойный промысел достиг берегов Исландии.
В Исландии с 1602 года существовал закон датского короля Кристиана IV (суверена Исландии) о торговой монополии на острове купцов из Копенгагена, Хельсингера и Мальме. Несмотря на этот закон, исландцы имели хорошие отношения с басками, поскольку те платили им за право охотиться на китов в их водах, за право высаживаться на сушу, за право топить на берегу китовый жир и за право собирать дрова. Баски выплачивали эти вознаграждения непосредственно исландцам и их лидерам, последние таким образом нарушали монополию короля Дании. Кроме того, баски и исландцы осуществляли между собой куплю-продажу товаров (несмотря на датскую монополию).
О хороших отношениях между басками и исландцами свидетельствуют также сохранившиеся в Исландии копии глоссария баскско-исландского пиджина.

## Конфликт

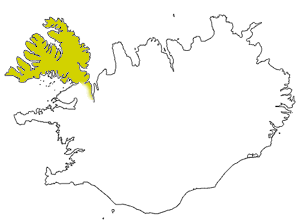
Вестфирдир

1615 год, как и предыдущие несколько лет, был очень сложным для Исландии. Снег не сходил до позднего лета, что повлекло значительный падёж скота. В середине лета три баскских китобойных судна пришли в Рейкьяфьорд в Вестфирдире. 19 сентября экспедиция закончилась и корабли были готовы к отбытию, однако в эту же ночь поднялся сильный шторм, корабли выбросило на камни и разбило. Большинство членов экипажа (83 человека) выжило, однако перед долгой и суровой исландской зимой не имели припасов.
Капитаны Педро де Агирре и Эстебан де Теллерия со своими экипажами доплыли на лодках до Ватнейри (Патрексфьорда), украли там датский парусник и перезимовали благодаря ловле рыбы и краже овец. На следующий год они раздобыли более крупный корабль и отправились домой, но не известно, доплыли ли.
Экипаж третьего капитана, Мартина де Виллафранки из Сан-Себастьяна, разделился на две группы; одна пошла в Иса-фьорд, другая в Болунгарвик, а потом в Тингейри.
Непосредственно после крушения Мартин де Виллафранка пытался взять у местных пастухов их овец в счёт долга за проданный им ранее китовый жир. Исландцы отказались, поскольку им самим было нечего есть. Местный священник Йоун Гримссон сказал капитану, что долги исландцев являются «юридически ничтожными перед лицом жизни и смерти». Разразился спор, возмущённые люди де Виллафранки избили пастора и симулировали его повешение, оставив священника привязанным с верёвкой на шее, после чего покинули место конфликта.
Угроза убийством священника стала наиболее серьёзным обвинением против де Виллафранки и его людей на суде, который состоялся спустя две недели без их присутствия. Шериф Ари Магнусон добился того, чтобы баски поставлены были вне закона.
Одна из групп басков вошла в пустой дом купца из Тингейри и забрала в нём сушеную рыбу. В ответ на это ночью 5 октября группа исландцев вошла в хижину, где они спали, и убила 14 человек. Тела были изуродованы и утоплены в воде. Сбежал только один молодой человек по имени Гарсиа. Йоун Гудмундссон Ученый писал об этой смерти: «опозорены и утоплены в море, словно они были худшими язычниками, а не невинными христианами».
Через три дня после первого убийства Ари Магнуссон созвал в Судавике тинг, и двенадцать судей решили объявить вне закона вообще всех басков.
13 октября 1615 года сам капитан де Виллафранка и 17 оставшихся в живых членов экипажа были убиты Ари Магнусоном и его людьми в Æðey и Sandeyri в Иса-Фьорде, где они ловили рыбу. По словам Йоуна Гудмундссона, жертвам выкалывали глаза и отрезали уши, носы и половые органы.
Де Виллафранка вместе с двумя последними выжившими членами экипажа был в хижине, когда его застали звуки выстрелов отряда Ари Магнуссона. Он сдался, встал на колени перед Магнуссоном и сопровождавшим его священником Гримссоном, призвал на латыни к милосердию и попросил прощения у священника. Тот его простил, однако один из исландцев ударил де Виллафранку топором в грудь. Раненый де Виллафранка побежал к берегу, бросился к морю, поплыл и при этом запел некую песню на неизвестном исландцам языке. Люди Магнуссона догнали его на лодке, ударили камнем по голове и полумёртвого вытащили на берег. Потом его раздели и нанесли ему ножевую рану от груди до пупка. Тем не менее, де Виллафранка ещё пытался встать, но его кишки при этом вывалились наружу. После чего баскский капитан упал замертво...
Исландцы весело шутили после его гибели, изучая его раны, «так как им было любопытно посмотреть, что находится внутри человека», как пишет летописец, после чего отправились убивать двух оставшихся в живых басков.
Шерифом Ари Магнуссоном было вынесено два приговора, в октябре 1615 года и в январе 1616 года баски были признаны виновными после того, как их корабли потерпели крушение, и, в соответствии с Исландской книгой законов 1281 г. было решено, что единственным правильным деянием в отношении их является «убийство в как можно большем количестве».

## Последствия
В результате этого убийства плавания басков (и вообще иностранных китобойных судов) в Исландию прекратились на десять лет.
Формально приказ Ари Магнусона действовал до 2015 года, и был отменён только его преемником на посту шерифа Вестфирдира Йоунасом Гудмундссоном 22 апреля 2015 года на церемонии открытия в Хоульмавике памятного знака в память об «избиении 32 басков-китобоев». На церемонии открытия памятного знака присутствовали Мартин Гаритано, губернатор Гипускоа, провинции в испанской Басконии, откуда происходили погибшие китобои, и исландский министр образования, науки и культуры Иллуги Гуннарсон. Программа церемонии также включала акт символического примирения, который провели Хавьер Ирихо, потомок одного из убитых китобоев, и Магнус Рафнссон, потомок одного из их убийц.

## Рассказ Йоуна Гудмундссона
Йоун Гудмундссон Ученый (1574—1658) написал неодобрительный отчёт об этом событии, в котором порицал приказ шерифа об убийстве: «Sönn frásaga af spanskra manna skipbrotum og slagi» («Правдивый рассказ о крушении и избиении испанцев»). Йоун говорит, что они были убиты неправедно; не желая принимать участие в нападении на них, он бежал на юг в Снайфедльснес.